# Tournoi des Six Nations des moins de 20 ans 2015
Navigation
Tournoi des moins de 20 ans 2014 Tournoi des moins de 20 ans 2016
Le Tournoi des Six Nations des moins de 20 ans  2015 est une compétition annuelle de rugby à XV disputée par six équipes européennes : Angleterre, pays de Galles, Irlande, France, Écosse et Italie.
Le tournoi se déroule du 6 février au 20 mars 2015 les mêmes semaines que pour le Tournoi disputé par leurs aînés et selon un calendrier de cinq journées pendant lesquelles chaque participant affronte toutes les autres. Les trois équipes qui ont l'avantage de jouer un match de plus à domicile sont l'Italie, l'Angleterre et l'Écosse.

## Classement
| Rang | Nation             | J | V | N | D | Pm  | Pe  | Diff | Pts |
| ---- | ------------------ | - | - | - | - | --- | --- | ---- | --- |
| 1    | Angleterre -20     | 5 | 4 | 0 | 1 | 145 | 57  | +88  | 8   |
| 2    | France -20 (T)     | 5 | 3 | 0 | 2 | 145 | 82  | +63  | 6   |
| 3    | Écosse -20         | 5 | 3 | 0 | 2 | 115 | 117 | -2   | 6   |
| 4    | Pays de Galles -20 | 5 | 3 | 0 | 2 | 102 | 111 | -9   | 6   |
| 5    | Irlande -20        | 5 | 2 | 0 | 3 | 120 | 90  | +30  | 4   |
| 6    | Italie -20         | 5 | 0 | 0 | 5 | 46  | 216 | -170 | 0   |

|  | Vainqueur du tournoi (no 1). |
|  | T : tenant du titre.         |

Attribution des points : Deux points sont attribués pour une victoire, un point pour un match nul, aucun point en cas de défaite.
Règles de classement : 1. points marqués ; 2. différence de points de matchs ; 3. nombre d'essais marqués ; 4. titre partagé.

## Calendriers des matchs
Les heures sont données dans les fuseaux utilisés par les pays participants : WET (UTC) dans les îles Britanniques et CET (UTC+1) en France et en Italie.
Première journée
| Le 6 février à 19 h    | Stade La Marmora-Pozzo, Biella | Italie -20         | 15 - 47 | Irlande -20    |
| Le 7 février à 19 h 30 | Eirias Stadium, Colwyn Bay     | Pays de Galles -20 | 21 - 15 | Angleterre -20 |
| Le 7 février à 20 h 55 | Stade Jean Laville, Gueugnon   | France -20         | 47 - 6  | Écosse -20     |

Deuxième journée
| Le 13 février à 15 h    | Netherdale, Galashiels          | Écosse -20     | 36 - 34 | Pays de Galles -20 |
| Le 13 février à 19 h 05 | Dubarry Park (en), Athlone      | Irlande -20    | 37 - 20 | France -20         |
| Le 13 février à 19 h 45 | The Brickfields (en), Devonport | Angleterre -20 | 61 - 0  | Italie -20         |

Troisième journée
| Le 27 février à 19 h 05 | Donnybrook Rugby Ground, Dublin  | Irlande -20 | 14 - 19 | Angleterre -20     |
| Le 27 février à 19 h 30 | Netherdale, Galashiels           | Écosse -20  | 45 - 0  | Italie -20         |
| Le 27 février à 20 h 55 | Stade Jules-Ribet, Saint-Gaudens | France -20  | 27 - 5  | Pays de Galles -20 |

Quatrième journée
| Le 13 mars à 16 h    | Stadio Pacifici (it), San Donà di Piave | Italie -20         | 10 - 40 | France -20  |
| Le 13 mars à 17 h 30 | Darlington Arena, Darlington            | Angleterre -20     | 26 - 11 | Écosse -20  |
| Le 13 mars à 19 h 45 | Eirias Stadium, Colwyn Bay              | Pays de Galles -20 | 19 - 12 | Irlande -20 |

Cinquième journée
| Le 20 mars à 19 h 00 | Stadio Quercia, Rovereto           | Italie -20     | 21 - 23 | Pays de Galles -20 |
| Le 20 mars à 19 h 30 | Netherdale, Galashiels             | Écosse -20     | 17 - 10 | Irlande -20        |
| Le 20 mars à 19 h 55 | Community Stadium (en), Colchester | Angleterre -20 | 24 - 11 | France -20         |